# Liste der Fornminnen in Backaryd

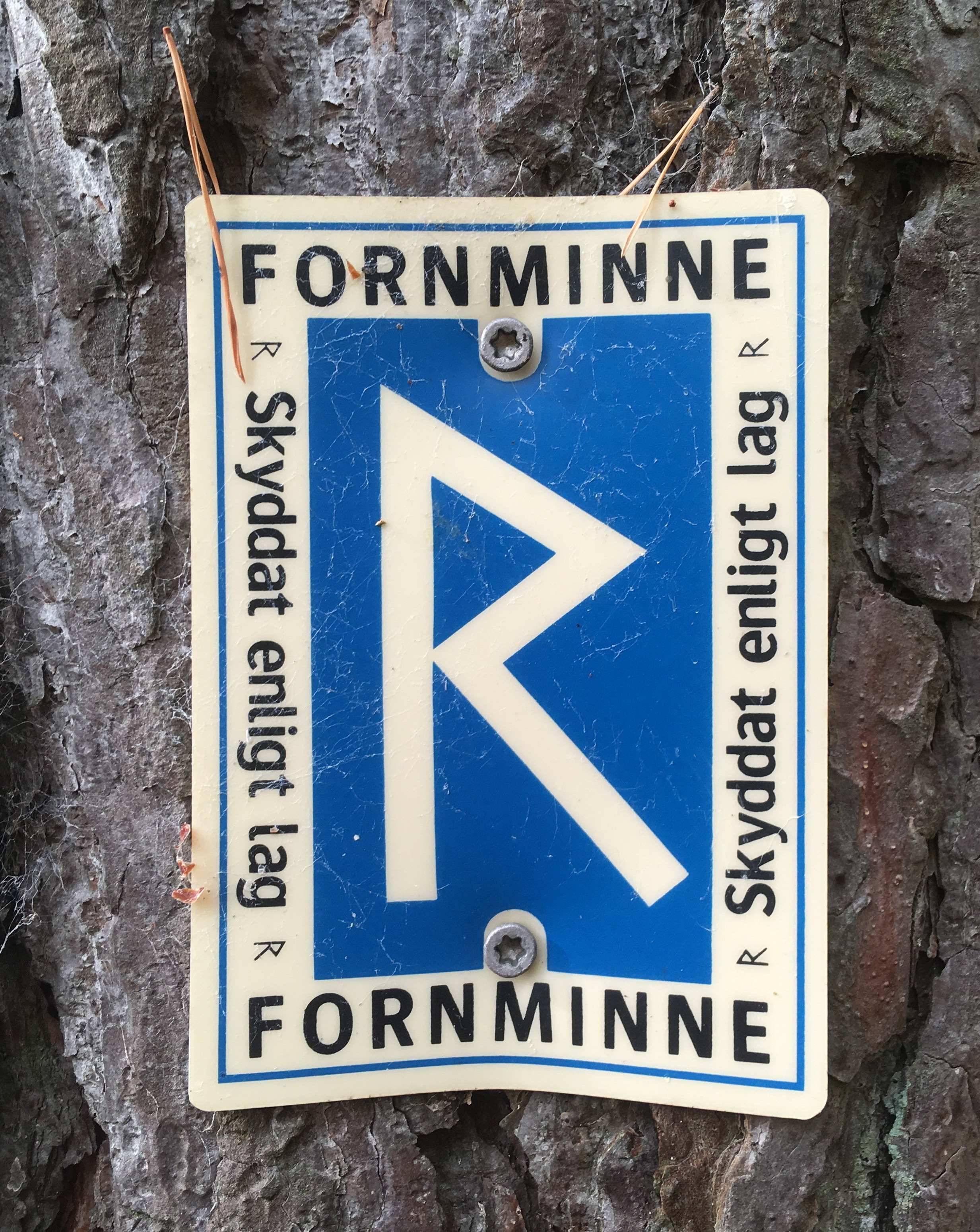
Zeichen für „Fornminnen“ in Schweden

Diese Liste der Fornminnen in Backaryd zeigt die „Alten/antiken Denkmale“ (schwedisch fornminnen) im ehemaligen Socken Backaryd in der heutigen Gemeinde Ronneby der südschwedischen Provinz Blekinge län, sie ist eine Teilliste der „Liste der Fornminnen in Blekinge“. Die Aufteilung basiert auf der historischen Zuordnung der Gebiete in Socken (siehe auch) und der Einteilung des Zentralamts für Denkmalpflege Riksantikvarieämbetet (RAÄ). Es werden die Fornminnen aufgeführt, die auf dem Suchdienst „Fornsök“ registriert sind, welcher weitere Informationen zu den bekannten kulturhistorischen Überresten in Schweden enthält.

## Begriffserklärung
Fornminnen (schwedisch für alte/antike Denkmale oder archäologische Funde) sind in Schweden alte Objekte und archäologische Funde (Fornlämningar), welche die Überreste menschlicher Aktivitäten in der Vergangenheit bezeichnen, die durch frühere Nutzung entstanden sind und dauerhaft aufgegeben wurden. Dabei gilt für Fornminnen, die vor 1850 entstanden sind, dass sie automatisch durch das Gesetz geschützt sind. Aber auch jüngere Überreste können zu Bodendenkmalen erklärt werden, wenn sie sich an ihrem ursprünglichen Standort befinden und weitgehend erdgebunden sind. Als Fornminnen zählen u. a. Siedlungen und Siedlungsreste aus prähistorischer Zeit, Gräber und Grabstätten, Burgruinen, Ruinen von Klöstern, Kirchen und Schlössern, Steine und Felsen mit Inschriften und Bildern (z. B. Runensteine und Petroglyphen), insofern sie nicht schon als Einzeldenkmal unter Byggnadsminnen (schwedisch für Baudenkmale) oder kyrkliga Kulturminnen (schwedisch für kirchliches Kulturgut) ausgewiesen sind.

## Legende
| ID           | = | ID.Nr. des Denkmalregisters (Fornsök) im schwedische Amt für nationales Kulturerbe (Riksantikvarieämbetet (RAÄ)) |
| Lage         | = | Koordinatenangabe des Standorts                                                                                  |
| Bezeichnung  | = | Bezeichnung des Denkmalobjekts (auch RAÄ-Nr.)                                                                    |
| Beschreibung | = | Name (Denkmaltyp/Dokumentenverweis im Arkivsök) sowie eine kurze Beschreibung des Objekts                        |
| Bild         | = | Bild des Objekts sowie Verweis auf weitere Bilder                                                                |

## Liste Fornminnen Backaryd
| ID             | Lage    | Bezeichnung (RAÄ-Nr.) | Beschreibung | Bild           |
| -------------- | ------- | --------------------- | --- | -------------- |
| 10098700020001 | (Karte) | Backaryd 2:1          | Backaryd 2:1 (Wegmarke / L1979:4259) bitte Beschreibung ergänzen | Weitere Bilder |
| 10098700040001 | (Karte) | Backaryd 4:1          | Backaryd 4:1 (Wegmarke / L1979:4793) bitte Beschreibung ergänzen | Weitere Bilder |
| 10098700070001 | (Karte) | Backaryd 7:1          | Backaryd 7:1 (Wegmarke / L1979:4305) bitte Beschreibung ergänzen | Weitere Bilder |
| 10098700170001 | (Karte) | Backaryd 17:1         | Backaryd 17:1 (Wohnsiedlung / L1978:4568) bitte Beschreibung ergänzen | Weitere Bilder |
| 10098700200001 | (Karte) | Backaryd 20:1         | Backaryd 20:1 (Grabstein / L1979:4637) bitte Beschreibung ergänzen | Weitere Bilder |
| 10098700340001 | (Karte) | Backaryd 34:1         | Backaryd 34:1 (Wohnsiedlung / L1978:5042) bitte Beschreibung ergänzen | Weitere Bilder |
| 10098700360001 | (Karte) | Backaryd 36:1         | Backaryd 36:1 (Wegmarke / L1979:5044) bitte Beschreibung ergänzen | Weitere Bilder |
| 10098700370001 | (Karte) | Backaryd 37:1         | Backaryd 37:1 (Wegmarke / L1979:4497) bitte Beschreibung ergänzen | Weitere Bilder |
| 10098700620001 | (Karte) | Backaryd 62:1         | Backaryd 62:1 (Wohnsiedlung / L1978:4362) bitte Beschreibung ergänzen | Weitere Bilder |
| 10098700670001 | (Karte) | Backaryd 67:1         | Backaryd 67:1 (Wegmarke / L1979:4133) bitte Beschreibung ergänzen | Weitere Bilder |
| 10098700680001 | (Karte) | Backaryd 68:1         | Backaryd 68:1 (Wegmarke / L1979:4134) bitte Beschreibung ergänzen | Weitere Bilder |
| 10098700690001 | (Karte) | Backaryd 69:1         | Backaryd 69:1 (Wegmarke / L1979:4709) bitte Beschreibung ergänzen | Weitere Bilder |
| 12000000012131 | (Karte) | Backaryd 168          | Backaryd 168 (Wegmarke / L1979:7419) bitte Beschreibung ergänzen | Weitere Bilder |
| 12000000099860 | (Karte) | Backaryd 212          | Backaryd 212 (Wohnsiedlung / L1978:3466) ehemalige Wohnsiedlung bestehend aus den Fundamenten eines Wohnhauses (7 × 5 m) mit einer zinnbewehrten Grabenmauer und eines Nebengebäudes (7 × 6 m) ca. 1 km nördlich des Sees Långasjön nordöstlich Backaryd | Weitere Bilder |
| 12000000100404 | (Karte) | Backaryd 300          | Backaryd 300 (Mühle / L1978:4442) Reste einer ehemaligen Mühle am Ablauf des Långasjön zum Stora Angsjön ca. 2 km nordöstlich von Backaryd, bestehend aus einem 20 x 15 m großen Mühlenfundament sowie einem 10 m langen und bis zu 1,5 m breiten Damm, ca. 100 m nördlich davon befindet sich Backaryd 302 (L1978:4444)                                                                            | Weitere Bilder |
| 12000000100406 | (Karte) | Backaryd 302          | Backaryd 302 (Mühle / L1978:4444) Reste einer ehemaligen Mühle am Ablauf des Långasjön zum Stora Angsjön ca. 2 km nordöstlich von Backaryd, bestehend aus einem 22 m langen und bis zu 2,5 m breiten und 1,5 m hohem Damm sowie einem 2,5 x 2,5 m großem Mühlensockelfundament und einem 0,7 m Durchmesser großen Granit-Mühlstein, ca. 100 m südlich davon befindet sich Backaryd 300 (L1978:4442) | Weitere Bilder |
| 12000000188028 | (Karte) | Backaryd 318          | Backaryd 318 (Wohnsiedlung / L1978:9428) bitte Beschreibung ergänzen | Weitere Bilder |
| 12000000188038 | (Karte) | Backaryd 325          | Backaryd 325 (Mühle / L1978:9450) bitte Beschreibung ergänzen | Weitere Bilder |